# ヴァンサン・ティル
ヴァンサン・ティル（Vincent Thill、2000年2月4日 - ）は、ルクセンブルク・ルクセンブルク市出身のプロサッカー選手。サバフFK所属。ポジションは、ミッドフィールダー。ルクセンブルク代表。

## クラブ経歴
2012年にFCメスの下部組織に入団。その後バイエルン・ミュンヘンが獲得に興味を示したが、2016年5月26日にプロ契約を締結した。2016年9月21日のFCジロンダン・ボルドー戦で82分から途中出場しトップチームデビュー。5大リーグでプレーした最初の2000年代生まれの選手になった。
2021年8月27日、兄オリヴィエが在籍するウクライナのFCヴォルスクラ・ポルタヴァに加入。しかし、2度の他クラブへのレンタル移籍をしたため、ヴォルスクラ・ポルタヴァでの出場機会がなかった。
2023年7月8日、アゼルバイジャン・プレミアリーグに所属していたサバフFKへ移籍し、2年契約を結んだ。

## 代表歴
2016年3月25日のボスニア・ヘルツェゴビナ戦でA代表初キャップ。同国の最年少キャップを記録した。5月31日のナイジェリア戦で初ゴール。これは同国代表最年少記録で、なおかつ代表チームでゴールを挙げた最初の2000年代生まれの選手になった。

### ゴール
2016年5月31日現在
| No | 開催日        | 会場                       | 対戦国       | スコア | 結果 | 試合概要 |
| -- | ------------- | -------------------------- | ------------ | ------ | ---- | -------- |
| 1  | 2016年5月31日 | スタッド・ヨジー・バーテル | ナイジェリア | 1–2    | 1–3  | 親善試合 |

## 家族
父のセルジュ・ティル、母のナタリー・ティル、兄のセバスティアン・ティル、オリヴィエ・ティルもルクセンブルク代表のサッカー選手。母は投擲選手でもある。